# Heilgeiststraße 9 (Stralsund)

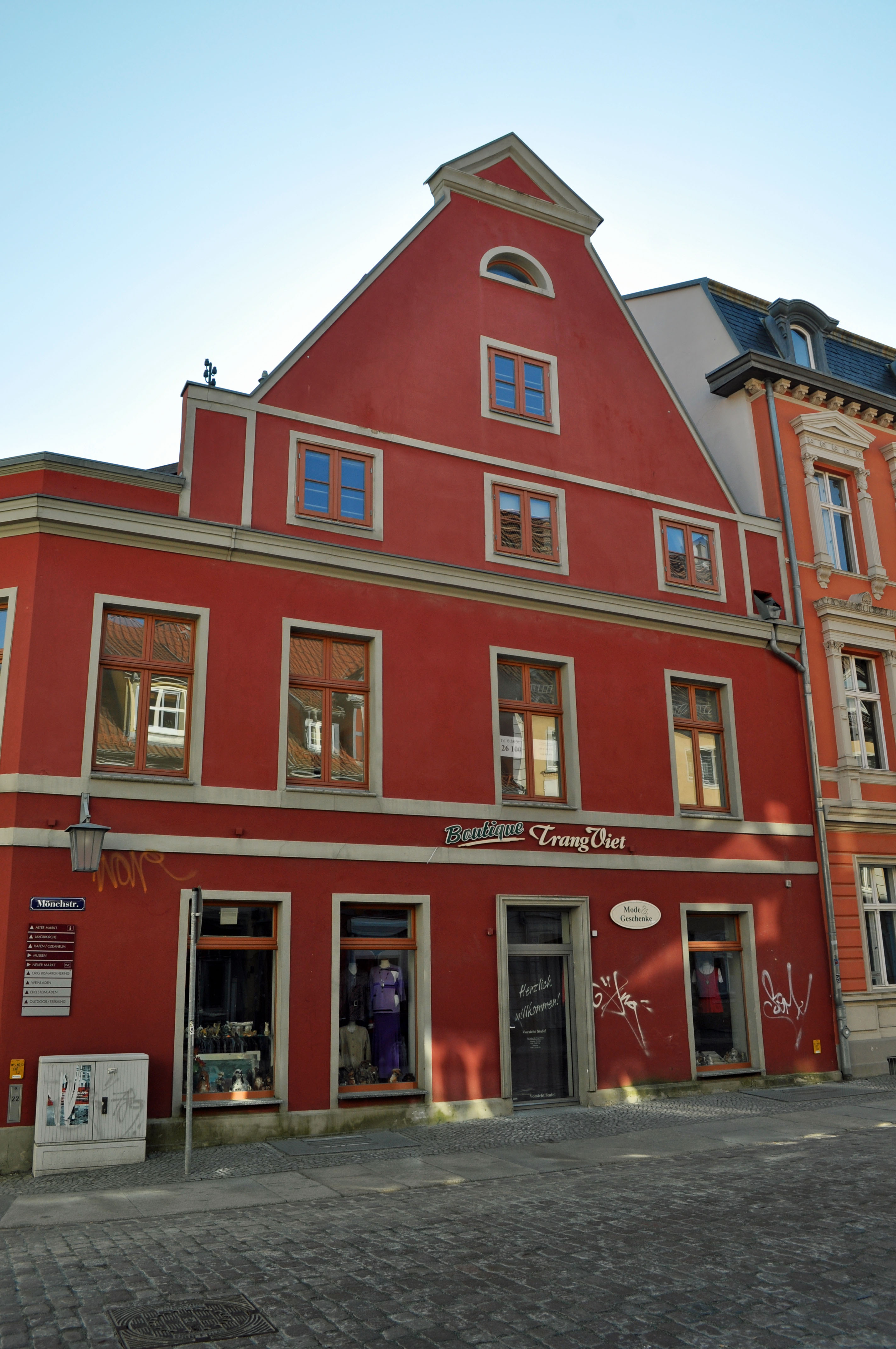
Das Haus Heilgeiststraße 9 in Stralsund (2012), Giebel zur Mönchstraße

Das Gebäude mit der postalischen Adresse Heilgeiststraße 9 ist ein denkmalgeschütztes Bauwerk in der Heilgeiststraße in Stralsund, an der Ecke zur Mönchstraße.
Der zweigeschossige Putzbau, der als Dielenhaus im Stil der Gotik errichtet worden war, erhielt um die Mitte des 18. Jahrhunderts an der nördlichen Traufseite einen Anbau. In diesen Anbau wurde auch die Tür verlegt.
Der Dreiecksgiebel wurde im Jahr 1868 in die einfache Form gebracht.
Das Haus liegt im Kerngebiet des von der UNESCO als Weltkulturerbe anerkannten Stadtgebietes des Kulturgutes „Historische Altstädte Stralsund und Wismar“. In die Liste der Baudenkmale in Stralsund ist es mit der Nummer 322 eingetragen.